# Dive
Dive – rzeka we Francji, przepływająca przez tereny departamentów Vienne, Deux-Sèvres oraz Maine i Loara, o długości 75,4 km. Stanowi prawy dopływ rzeki Thouet.